# Березанское поселение

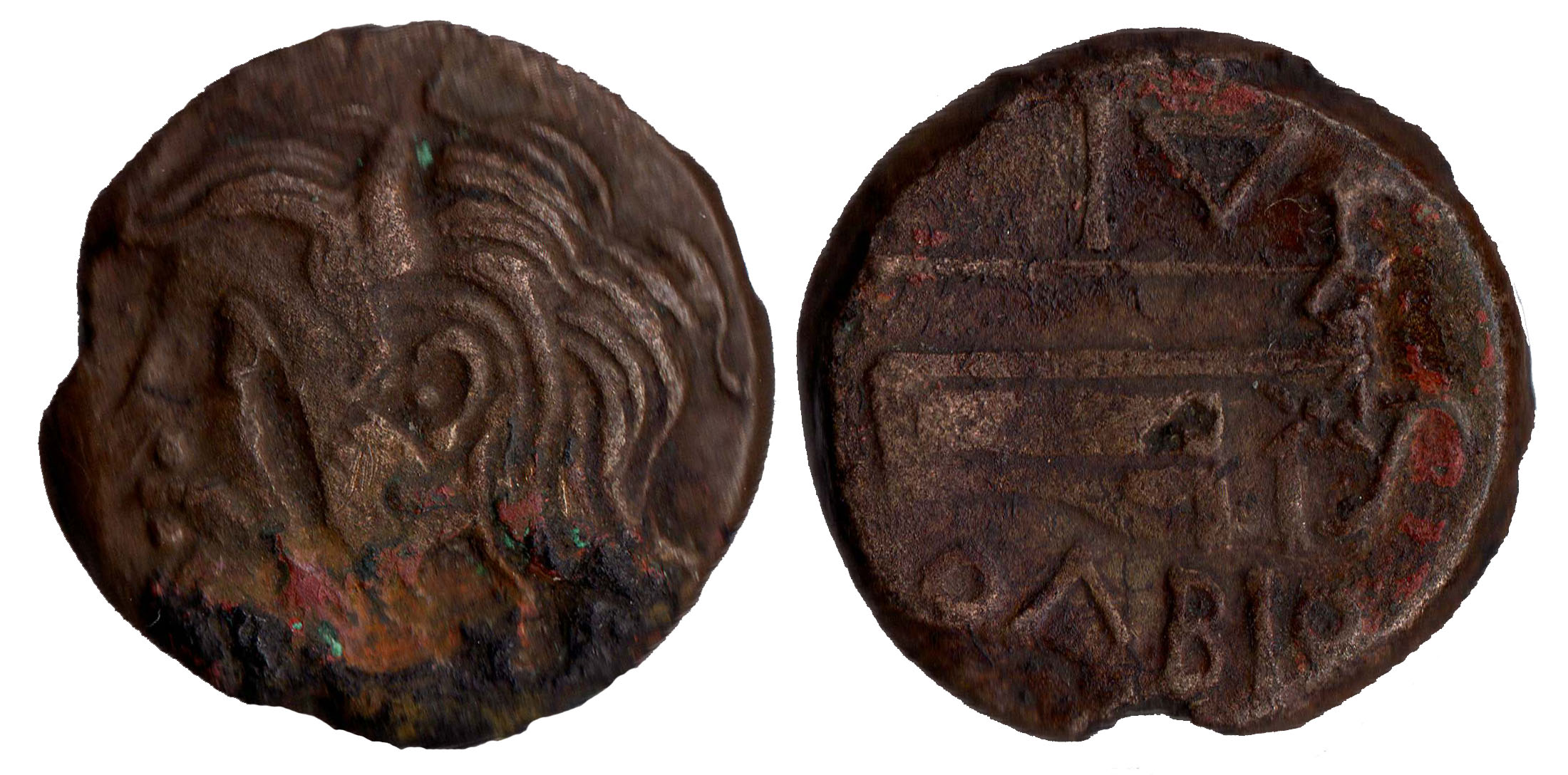
Ольвийская монета с изображением бога Борисфена

Борисфен(ида) (др.-греч. Βορυσθενίς) — древнегреческий полис, располагавшийся на черноморском острове Березань, у входа в Днепро-Бугский лиман. Назван в честь бога одноимённой реки, носящей сегодня имя Днепр
Это единственное сохранившееся на территории Северного Причерноморья место, относящееся к раннему периоду греческой колонизации. Одновременное ему поселение, стоявшее в районе современного Таганрога, полностью разрушено морем.

## История
С конца VII века до н. э., когда современный остров был полуостровом, здесь существовало древнегреческое поселение, основанное выходцами из Милета. Оно упоминается историками Геродотом и Евсевием Кесарийским.
С середины VI в. до н. э. здесь строятся многочисленные здания, появляется святилище Афродиты с небольшим храмом. Березанское поселение начинает играть роль политико-экономического центра региона. Деятельность жителей поселения, борисфенитов, была связана с земледелием, торговлей, рыбной ловлей. Также они занимались производством металла.
Во второй половине VI в. до н. э. начинает активно развиваться полис Ольвия, расположенный в устье Бугского лимана, и центр региона перемещается туда. При этом на монетах Ольвии продолжает изображаться бог Борисфен.
В эллинистический период жизнь Березанского поселения почти замирает. В I—III вв. н. э. здесь существует небольшое сельское поселение, где действовало одно из святилищ Ахилла Понтараха, почитаемого в Ольвии и окрестностях. Об этом свидетельствуют многочисленные эпиграфические находки.

## Исследования

Раскопки М. Ф. Болтенко. 1931 год

Раскопки на территории Березанского поселения велись с конца XIX века такими учёными, как: Р. Прендель (1884), Б. Фармаковский (1896), Г. Скадовский (1900-01), Э. Штерн (1904-13), М. Болтенко (1927-31; 1946-48), В. Лапин (1960-80), К. Горбунова (1962-72), Л. Копейкина (1973-80), Я. Доманский (1982-90), С. Мазарати (1982-84), С. Соловьёв (1991), В. Назарова (1988-98).
Современный период характеризуется варварским разграблением археологического памятника, что, в частности, нашло отражение в документальном украинском фильме «Танцы на костях».